# Heinrich Johann Nepomuk von Crantz
Heinrich Johann Nepomuk von Crantz est un botaniste et un médecin, né le 25 novembre 1722 à Roodt au Luxembourg et mort le 18 janvier 1797 à Judenburg en Autriche.

L'acte du baptême de Henri Crantz en l'église St Nicolas à Luxembourg-Ville porte la date du 21 février 1723.  
Fernand Emmel, archiviste de la Ville de Luxembourg: article dans le bulletin 36 des Anciens de l'Athénée.
Il n'y a aucun document attestant la naissance à Roodt.

## Biographie
Il obtient son doctorat de médecine à Vienne en 1750. Il est l’un des premiers élèves de Gerard van Swieten (1700-1772).
Il étudie l’obstétrique auprès d'André Levret (1703–1780) (dont il perfectionnera les forceps) et de Nicolas Puzos (1686–1753) à Paris ainsi qu’à Londres.
Il se marie d’abord à Anna Susanne Petrasch, puis à Magdalena de Tremon. Il a deux fils et une fille.
Il devient maître-assistant en obstétrique à Vienne en 1754. De 1756 à 1774, succédant à Melchior Störck, il enseigne la physiologie et la médecine à l’université de cette ville.
Il préconise de meilleures méthodes d’hygiène pour les sages-femmes. On lui doit aussi des observations en chimie, en botanique et sur les sources d’eau minérale ; il a fait un travail de pionnier en balnéothérapie.

## Publications
- (la) Commentarius de rupto in partus doloribus a foetu utero, Vienne, 1756.
- (de) Einleitung in eine wahre und gegründete Hebammenkunst, 1756.
- (la) Commentatio de instrumentorum in arte obstetricia historia utilitate et recta ac praepostera applicatione, 1757.
- (la) De systemate irritabilitatis, 1761.
- (la) Materia medica et chirurgica juxta systema naturae digesta, 3 vol., Vienne, 1762, 1765 — En ligne, l'édition de 1779.
- (la) Stirpium Austriacarum fasciculus, 3 parties, Vienne, 1762–1767.
- (la) Institutiones botanicae, 1765.
- (la) Institutiones rei herbariae, 1766.
- (la) Classis Umbelliferarum emendata…, 1767.
- (la) Primarum linearum institutionum botanicarum clarissimi […] editio altera, 2e  éd., 1767.
- (la) De duabus draconis arboribus botanicarum…, 1768.
- (la) Classis Cruciformium emendat…, Leipzig, 1769.
- (la) De aquis medicatis principatus Transsylvaniae, 1773. — Les eaux médicinales de la principauté de Transylvanie.
- (de) Gesundbrunnen der österreichischen Monarchie, Vienne, 1777. — 500 fontaines curatives de la monarchie autrichienne.
- (de) Medicinisch-chirurgische Arzneimittellehre, Vienne, 1785.

## Compléments

### Espèces étudiées (liste partielle)
- Orchidées :

- Epipactis helleborine (L.) Crantz 1769
- Epipactis palustris (L.) Crantz 1769
- Orchis amoena Crantz 1769

- Autres :

- Sorbus aria
- Hypericum maculatum

### Honneurs
- Il devient membre de la Leopoldina en 1754.
- Le genre Crantzia (Gesneriaceae) a été nommé en son honneur par Thomas Nuttall[2].
- Il y a une plaque à sa mémoire à l'université de Vienne[3].